# جون وول
جون وول (بالإنجليزية: John Wall)‏ هو سياسي أمريكي، ولد في 14 ديسمبر 1943، وتوفي في 18 يوليو 2014. حزبياً، نشط في الحزب الجمهوري. وقد انتخب عضو مجلس نواب داكوتا الشمالية.